# Baltische landrug

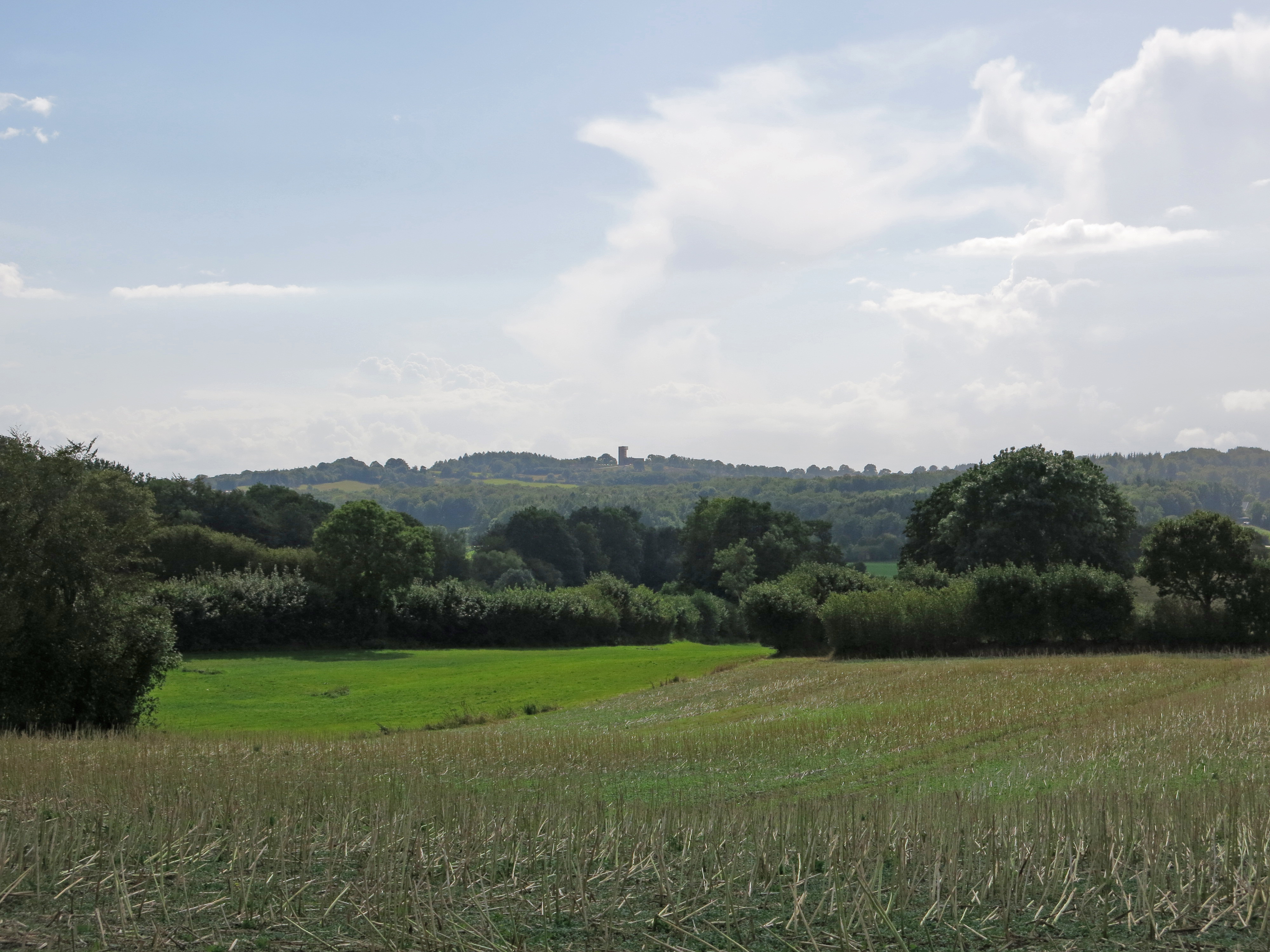
De Aschberg in de Hüttener Berge, deel van de Baltische landrug

De Baltische landrug (Duits: Baltische Landrücken of Nördlicher Landrücken) is een groep van morenes van ongeveer 200 kilometer lang om om de zuidelijke Oostzee van Jutland naar Estland.

## Geografie
De landrug, met als hoogste punt de Wieżyca (331 meter boven zeeniveau) in Polen, vormt het westelijke gedeelte van het Russisch Laagland. Naar het noorden, bij de Finse Golf, worden ze langzaam lager, en naar het oosten komen ze samen met de Wit-Russische Rug.